# Museum ter Nagedachtenis van de Chinese Martelaren
Het Museum ter Nagedachtenis van de Chinese Martelaren is een museum in Santikhiree in Thailand. Het museum gaat over de geschiedenis van de Kwomintang in Thailand en over de gevechten van hen, waaronder het gevecht tegen de Thaise en Laotiaanse communisten en het gevecht bij Chiang Khong. In het Museum ter Nagedachtenis van de Chinese Martelaren worden de Kwomintangstrijders heldhaftig uitgebeeld. Het museum heeft ook een monument voor de gesneuvelde Kwomintangstrijders.

## Bron
- Rough Guide Thailand (blz. 414+415), ISBN 978 90 475 1233 2